# Gouy-en-Ternois
Gouy-en-Ternois is een gemeente in het Franse departement Pas-de-Calais (regio Hauts-de-France) en telt 164 inwoners (2005). De plaats maakt deel uit van het arrondissement Arras.

## Geografie
De oppervlakte van Gouy-en-Ternois bedraagt 5,7 km², de bevolkingsdichtheid is 28,8 inwoners per km².
De onderstaande kaart toont de ligging van Gouy-en-Ternois met de belangrijkste infrastructuur en aangrenzende gemeenten.

## Demografie
Onderstaande figuur toont het verloop van het inwonertal (bron: INSEE-tellingen).